# (13140) Shinchukai
(13140) Shinchukai est un astéroïde de la ceinture principale.

## Description
(13140) Shinchukai est un astéroïde de la ceinture principale. Il fut découvert le 4 novembre 1994 à Kitami par Kin Endate et Kazuro Watanabe. Il présente une orbite caractérisée par un demi-grand axe de 2,69 UA, une excentricité de 0,30 et une inclinaison de 5,2° par rapport à l'écliptique.

## Compléments